# 大凹友数
大凹 友数（おおくぼ ともかず）は日本の小説家、ライトノベル作家。

## 来歴
第1回MF文庫Jライトノベル新人賞佳作を受賞した。

## 作品
- 『ゴーレム×ガールズ』（『MF文庫J』、イラスト：KEI）
  1. 2005年10月発売 ISBN 978-4-8401-1427-1
  2. 2006年1月発売 ISBN 978-4-8401-1487-5